# Martin Vetterli

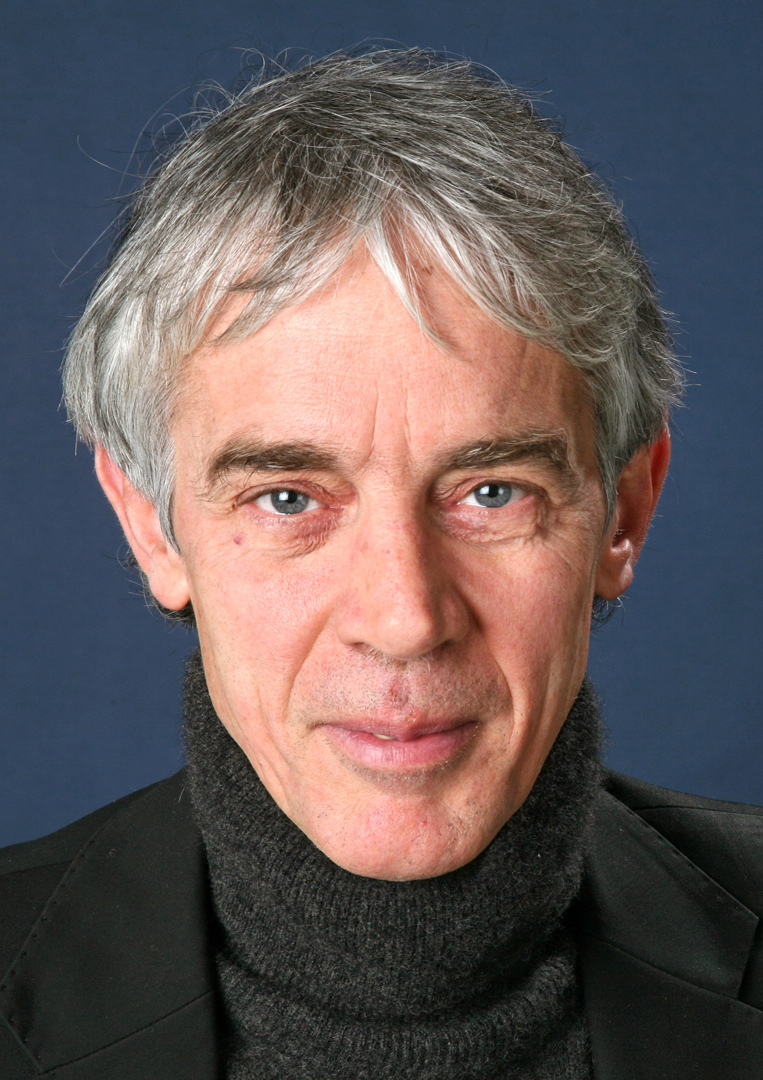
Martin Vetterli

Martin Vetterli (* 4. Oktober 1957 in Solothurn) ist ein Schweizer Professor für Informatik und Kommunikation. Er war Präsident der École polytechnique fédérale de Lausanne (EPFL) in Lausanne von 2017 bis Januar 2025.

## Werdegang
Vetterli wuchs im Kanton Neuenburg auf. Nach einem Ingenieurstudium an der ETH Zürich und an der Stanford University doktorierte er an der École polytechnique fédérale de Lausanne (EPFL). Anschliessend folgten Gastprofessuren an der Columbia University in New York und an der University of California at Berkeley. 
Im Jahre 1995 kehrte er an die École polytechnique fédérale de Lausanne (EPFL) zurück wo er von 2004 bis 2011 als Vizepräsident und von 2011 bis 2012 als Dekan der Informatikfakultät amtete. Von 2013 bis 2016 präsidierte er zudem den Forschungsrat des Schweizer Nationalfonds. 2015 wurde er in die United States National Academy of Engineering gewählt. 2019 wurde er zum Mitglied der Academia Europaea gewählt.

## Forschung
Vetterli lehrt und forscht im Bereich Digitale Signalverarbeitung, wo er für seine Wavelet-Arbeiten bekannt ist. Diese finden Anwendungen in den Bereichen der Bildkompression und Audiodatenkompression.
Vetterli hat zahlreiche Forschungsartikel publiziert sowie Patente und Start-ups mitgegründet. Er ist Koautor des Buchs Wavelets and Subband Coding (Prentice-Hall, 1995). 2008 veröffentlichte er das frei zugängliche Buch Signal Processing for Communications mit Paolo Prandoni und 2014 Foundations of Signal Processing, ebenfalls frei zugänglich. Gemeinsam mit Prandoni veröffentlichte er zudem den Massive Open Online Course zum Thema Digital Signal Processing, der zu den ersten entsprechenden Kursen in Kontinentaleuropa gehört.

## Auszeichnungen
- IEEE Fellow (1995)[11]
- Nationaler Latsis Prize (1996)[12]
- SPIE Presidential award (1999)
- IEEE Signal Processing Technical Achievement Award (2001)
- Association for Computing Machinery Fellow (2009)[13]
- Mitglied der EURASIP
- IEEE Signal Processing Society Award (2010)
- Ehemaliges Mitglied des Schweizerischen Wissenschaftsrat des Bundesrates (2000–2003)[14]
- Mitglied der US National Academy of Engineering.